# Ochotnik-Klasse
Die vier Boote der Ochotnik-Klasse (russisch Охотник für Jäger) waren eine Klasse russischer Zerstörer der Baltischen Flotte des zaristischen Russland, die noch während des Russisch-Japanischen Krieges als Torpedokreuzer auf finnischen Werften im Frühjahr 1905 begonnen wurde. Die Mittel zum Bau der Ochotnik-Klasse stellte das Komitee zur Verstärkung der russischen Flotte durch freiwillige Beiträge zur Verfügung, das auch die Auftragsvergabe übernahm. 1906 kamen die Boote in den Dienst. Ein Boot ging im Ersten Weltkrieg verloren. 1925 wurden zwei weitere abgewrackt. Das letzte Boot war bis 1957 vorhanden.

## Entwurf

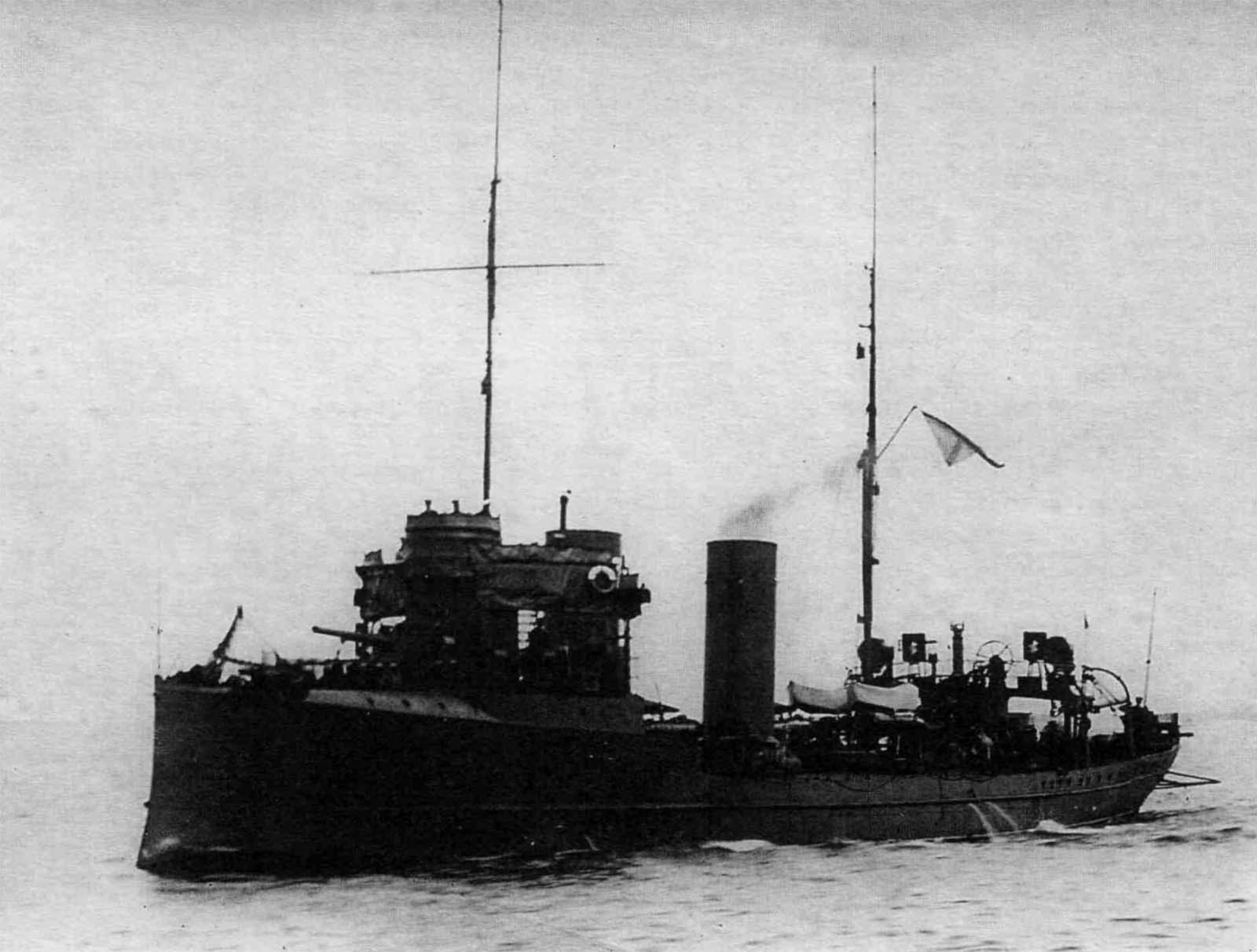
Russischer Zerstörer
General Kondratenko

Die Boote der Ochotnik-Klasse stellten eine vergrößerte Zwei-Schornstein-Version der Ukraina-Klasse dar. Das Projekt wurde mit technischer Unterstützung der deutschen AG Vulcan Stettin erstellt. Sie gehörten nach Größe und Kampfkraft zu den ersten „echten“ Zerstörern der russischen Marine. Hervorstechendste Merkmale der Klasse waren der ausgeprägte Rammsteven, die hochausgebaute Brücke und das abgerundete Kreuzerheck. Der ursprüngliche Entwurf sah zwei 75-mm-Canet L/50 M 1892 und sechs 57-mm-Geschütze vor, wobei eine Minenlegeeinrichtung für 24 Minen vorgesehen war. Aufgrund der Erfahrungen aus dem Russisch-Japanischen Krieg wurde die Bewaffnung bereits vor dem Ersten Weltkrieg auf zwei, ab 1916 auf drei 102-mm-Geschütze verstärkt und vereinheitlicht.
Insgesamt erhielt die Kaiserlich Russische Marine 24 ähnliche Zerstörer nach deutschen Plänen, die von russischer Seite auch als Dobrowolez(Freiwilliger)-Klasse bezeichnet werden, was den Namen des beschaffenden Komitee´s zur Verstärkung der russischen Flotte durch freiwillige Beiträge aufnimmt. Vulcan stand hinter den acht Zerstörern der Ukraina-Klasse und den vier in Finnland gebauten Zerstörern der Ochotnik-Klasse. Die Kieler Germaniawerft plante die vier Zerstörer der Wsadnik-Klasse, von denen sie zwei selbst fertigte und die vier ähnlichen Boote der Leitenant-Schestakow-Klasse für das Schwarze Meer. Die Schichau-Werke planten nur die vier Zerstörer der Emir-Bucharski- oder Finn-Klasse und lieferten noch zehn Nachbauten der kleineren Kit- oder Bditelny-Klasse.

## Einsatz
Die vier Boote der Ochotnik-Klasse kamen 1906 in den Dienst der Baltischen Flotte. 1907 wurden sie von Torpedokreuzern in Zerstörer umklassifiziert. 1911/1912 wurden auf der Creighton-Werft in St. Petersburg ihre Kessel erneuert. Mit Kriegsbeginn wurden sie zum Verlegen von Minensperren in allen Teilen der Ostsee eingesetzt, aber auch zur U-Boot-Abwehr. Ab 1915 waren sie an der Verteidigung der Rigaer Bucht gegen deutsche Angriffe beteiligt. Das Typschiff Ochotnik wurde dabei am 27. August 1915 schwer beschädigt. Nach erfolgter Reparatur lief die Ochotnik am 29. September 1917 an der Irbenstraße auf eine deutsche Mine und sank.
1918 wurden die drei verbliebenen Boote in Kronstadt aufgelegt, zwei wurde 1925 abgewrackt und nur die Sibirski Strelok kam 1926 unter dem Namen Konstruktor als Führerschiff von Minensuchern wieder in Dienst gestellt. In dieser Funktion wurde es sowohl während des Winterkrieges 1940 als auch im Zweiten Weltkrieg eingesetzt, wobei es während der Leningrader Blockade als Kanonenboot zur Artillerieunterstützung diente. Das Boot wurde 1956 gestrichen und ab Juni 1957 abgewrackt.

## Boote und Schicksale
| Name                                     | Bauwerft                                                       | Kiellegung | Stapellauf         | Indienststellung | Verbleib |
| ---------------------------------------- | -------------------------------------------------------------- | ---------- | ------------------ | ---------------- | --- |
| Ochotnik („Jäger“)                       | W:m Crichton & C:o Ab, Abo                                     | März 1905  | 1906               | 14. August 1906  | Während des Ersten Weltkriegs gehörte das Boot zur Spezial-Halbflottille, die einen offensiven Minenkrieg im gesamten Ostsee-Gebiet führte und war an dem Gefecht in der Rigaer Bucht im August 1915 beteiligt, wo sie am Abend des 16. August zusammen mit der General Kondratenko ein Gefecht mit den in die Rigaer Bucht eindringenden deutschen Torpedobooten SMS V 99 und SMS V 100 hatte. Am 29. September 1917 sank das Boot nach einem Minentreffer auf einer durch deutsche Wasserflugzeuge gelegten Mine in der Irbenstraße, dabei starben 52 Männer. |
| Progranitschnik („Grenzwächter“)         | W:m Crichton & C:o Ab, Abo                                     | März 1905  | 1906               | 19. Juli 1906    | Während des Ersten Weltkriegs gehörte das Boot zur Spezial-Halbflottille, die einen offensiven Minenkrieg im gesamten Ostsee-Gebiet führte und war an den Gefechten im August 1915 und im Oktober 1917 beteiligt. Anschließend wurde es 1918 in Kronstadt aufgelegt, 1924 aus der Flottenliste gestrichen und 1925 abgewrackt. |
| General Kondratenko                      | Sandvikens Skeppsdocka och Mekaniska Verkstads Ab, Helsingfors | März 1905  | 31. August 1905    | 7. Juli 1906     | Während des Ersten Weltkriegs gehörte das Boot zur Spezial-Halbflottille, die einen offensiven Minenkrieg im gesamten Ostsee-Gebiet führte und war an den Gefechten im August 1915, wo sie mit anderen am 11. August die von den Deutschen geräumte Lücke in der Irben-Straße wieder verminte und am Abend des 16. August mit der Ochotnik ein Gefecht mit den in die Rigaer Bucht eindringenden deutschen Torpedobooten SMS V 99 und V 100 hatte. Auch im Oktober 1917 war das Boot an der Abwehr des deutschen Angriffs beteiligt. Anschließend wurde es 1918 in Kronstadt aufgelegt, 1924 aus der Flottenliste gestrichen und 1925 abgewrackt. |
| Sibirski Strelok („Sibirischer Schütze“) | Sandvikens Skeppsdocka och Mekaniska Verkstads Ab, Helsingfors | März 1905  | 19. September 1905 | 3. Juli 1906     | Während des Ersten Weltkriegs gehörte das Boot zur Spezial-Halbflottille, die einen offensiven Minenkrieg im gesamten Ostsee-Gebiet führte und war an den Gefechten im August 1915, wo sie am 10. August vor Zerel (heute Sääre) im Gefecht mit deutschen Kreuzern und Torpedobooten zwei Treffer erhielt, und im Oktober 1917 beteiligt. Anschließend wurde es 1918 in Kronstadt aufgelegt, 1925 umgebaut und unter Umbenennung in Konstruktor am 10. Dezember 1926 als Führerschiff von Minensuchern wieder in Dienst gestellt. In dieser Funktion war es sowohl während des Winterkrieges 1940 als auch im Zweiten Weltkrieg tätig, wobei es während der Leningrader Blockade als Kanonenboot zur Artillerieunterstützung eingesetzt wurde. Das Boot wurde am 15. Mai 1956 aus der Flottenliste unter Umbenennung in Hulk OT 29 gestrichen und ab Juni 1957 abgewrackt. |